# Ramlibacter alkalitolerans
Ramlibacter alkalitolerans es una bacteria gramnegativa del género Ramlibacter. Fue descrita en el año 2017. Su etimología hace referencia a tolerancia al álcali. Es aerobia e inmóvil. Tiene un tamaño de 1 μm de ancho por 2 μm de largo. Forma colonias circulares y blancas en agar R2A. Temperatura de crecimiento entre 25-37 °C, óptima de 30 °C. Se ha aislado de suelo en una plantación de ginseng, en Corea del Sur. 